# Derecho de representación (España)
El Derecho de representación en España es uno de los principios por los que se regula el Derecho de sucesiones del ordenamiento jurídico español,  en base al cual cuando una persona que no llega a heredar por haber muerto antes que el causante, el derecho a esa herencia pasa a sus descendientes.
Conforme al art.921 del Código Civil español, uno de los principios que caracteriza a la sucesión intestada, es el de proximidad de grado, de modo que los parientes de grado más próximo excluyen a los remotos. Sin embargo, para evitar resultados poco equitativas que se puedan derivar de este principio, la ley la excluye en ciertos supuestos mediante el derecho de representación que reconoce el art.924 CC.

## Requisitos
Por lo que se refiere a los casos en que se da la representación, es preciso que la persona representada hubiera dejado de adquirir la herencia por alguna de las siguientes causas:
- Premoriencia
- Desheredación
- Indignidad

No obstante, en virtud del art. 923 CC, no se da la representación cuando una persona intermedia hubiera repudiado la herencia porque quien repudia para sí repudia para la estirpe.
En cuanto a las personas que pueden ostentar el derecho de representación, solo pueden representar los descendientes del heredero fallido, o sus sobrinos (hijos de sus hermanos o medio-hermanos).
Por lo que se refiere al parentesco entre el testador y la persona representada el Código Civil de España regula el derecho de representación dependiendo de si hay sucesión testada o intestada.

## Sucesión intestada
Dentro de la sucesión intestada, el Código Civil de España aplica el derecho de representación de forma distinta dependiendo de si hay parentesco en línea recta o colateral entre el causante y el representado.
Primero, la representación no tiene lugar en línea recta ascendente, es decir, los ascendientes no pueden ser representados nunca (art.925 CC). De ahí que el derecho de representación solo se dé en línea recta descendente.
Segundo, en el supuesto de la representación en línea colateral solo pueden ser representados los hermanos del causante y únicamente por sus hijos, es decir cuando concurran a la herencia hermanos con hijos de otros hermanos (art.927 CC).

## Sucesión testada
El Código Civil de España excluye el derecho de representación en la sucesión testada salvo en el caso de línea recta descendente por medio del art.814 CC, en el supuesto de preterición ; consistiendo la preterición en la omisión de un heredero forzoso en el testamento, las acciones sucesorias de ella derivadas son el medio con el que cuenta el legitimario para defender su derecho a la legítima. Y así, se persigue la reducción o anulación de la institución de heredero en el caso de que el causante haya preterido, de forma intencional o no, respectivamente, a algún heredero forzoso.

## Efectos
La representación da lugar a la sucesión por estirpes, de tal modo que los representantes de una persona pueden tomar entre todos la parte que hubiera correspondido al representado en la sucesión (art.926 CC). 